# Équipe du Canada de rugby à XV à la Coupe du monde 2015

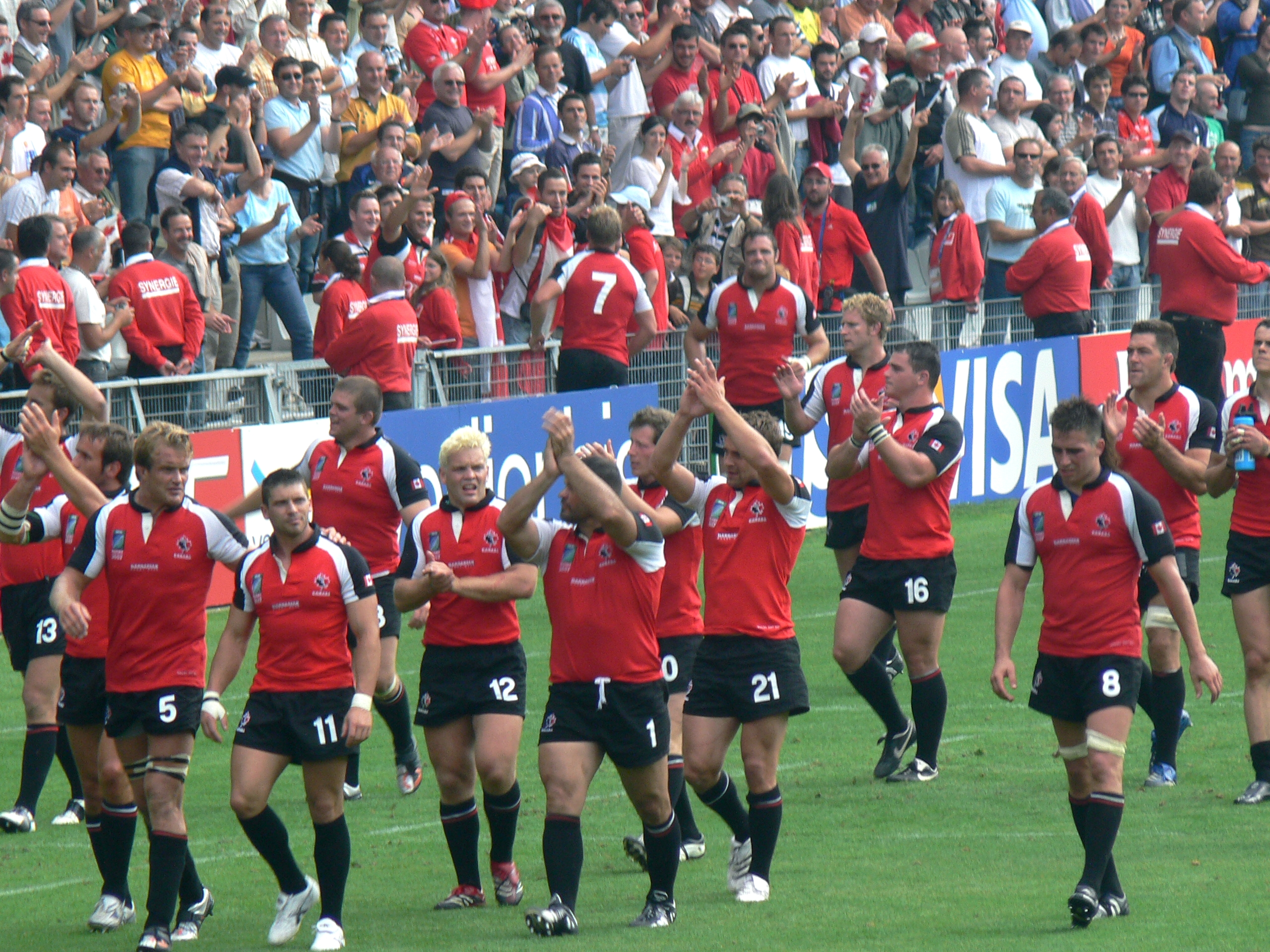
L'équipe du Canada lors de la Coupe du monde 2007.

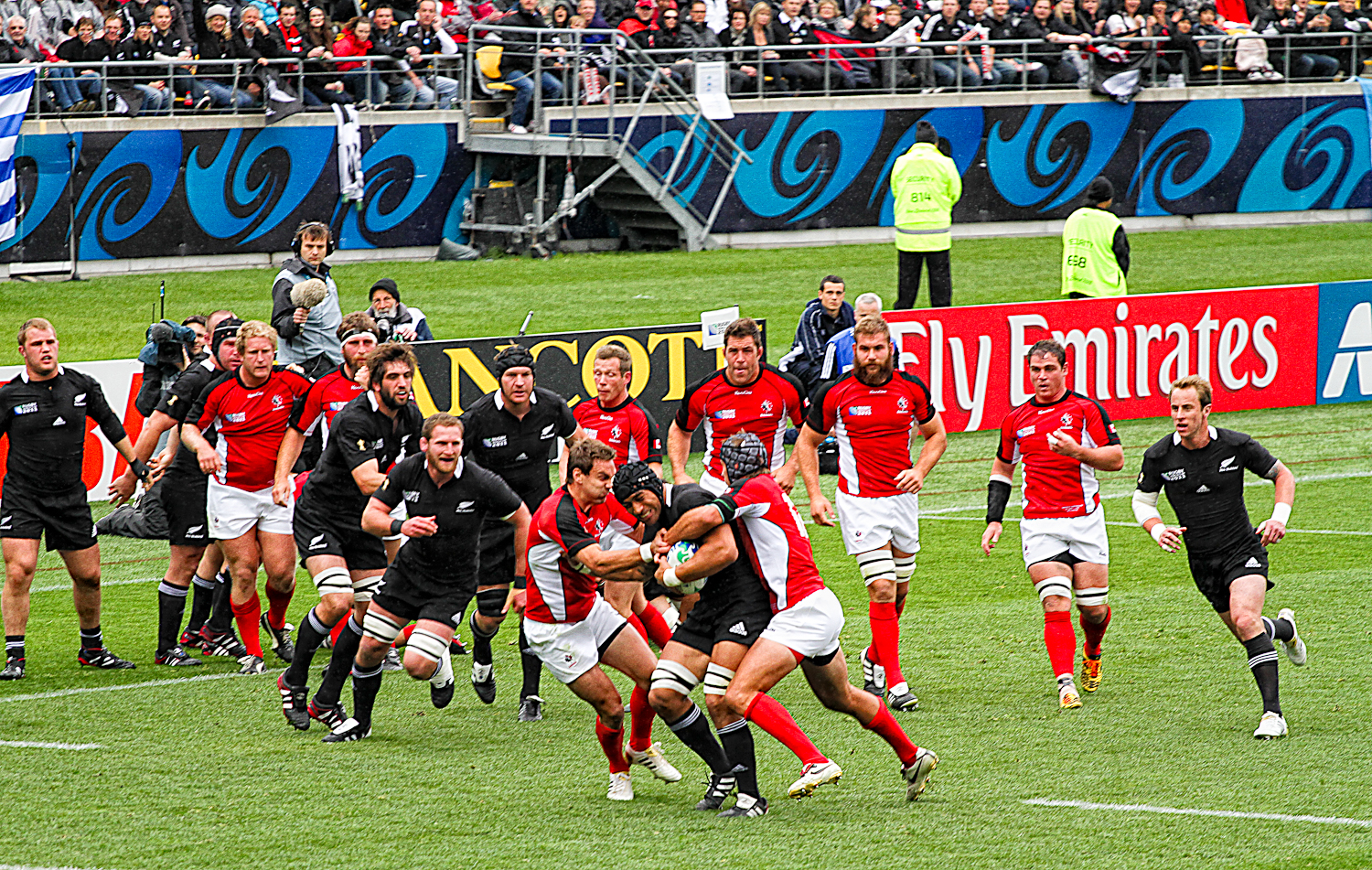
L'équipe du Canada lors de la Coupe du monde 2011.

L'équipe du Canada de rugby à XV participe à la coupe du monde de rugby à XV 2015, sa huitième participation en autant d'épreuves.

## Préambule
Le rugby à XV est un sport mineur au Canada. Cependant la côte ouest et notamment la Colombie-Britannique permettent au rugby de se développer.
Les Canadiens jouent avec un maillot rouge orné d'une bande noire, un short noir, des bas noirs ornés d'un parement rouge.
L'équipe du Canada est considérée comme l'une des meilleures sélections nationales américaines. Au 27 juillet 2015, elle est dix-huitième au classement des équipes nationales de rugby.
En 1991, le Canada atteint les quarts de finale de la Coupe du monde, après avoir dominé la Roumanie et les Fidji, et bien résisté à l'équipe de France. Ils sont finalement battus par la Nouvelle-Zélande, 29 à 13.
Lors de la coupe du monde 2011, le Canada se défait des Tonga (25-20) avant de perdre contre la France (46-19). Après avoir fait match nul avec le Japon (23-23), le Canada est nettement battu par Nouvelle-Zélande (79-15).

## Qualification
Le Canada dispute les qualifications pour la Coupe du monde de rugby à XV 2015 qui mettent aux prises les équipes nationales de rugby à XV afin de qualifier huit formations qui disputent la phase finale au côté des douze équipes qualifiées d'office.
Le Canada est la première nation à se qualifier après avoir battu les États-Unis en match aller-retour en août 2013 (27-9 ; 11-13).

## L'encadrement

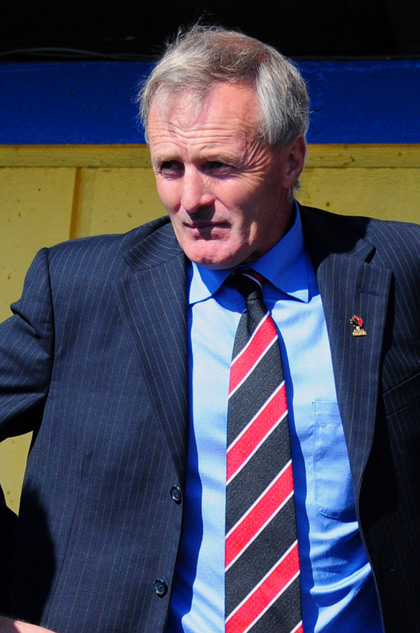
Kieran Crowley, ici en 2009, est le sélectionneur de l'équipe du Canada.

Kieran Crowley succède à Ric Suggitt en 2008 à la tête de l'équipe du Canada. En 2015, il est toujours entraîneur de l'équipe nationale canadienne.
Kieran Crowley a joué avec les All Blacks au poste d’arrière, il dispute la demi-finale de la coupe du monde 1991 et un match de la coupe du monde 1987. De 1998 à 2007, il entraîne la province de Taranaki soit comme entraîneur adjoint pendant quatre années soit comme entraîneur principal durant cinq saisons. Il dirige l'équipe de Nouvelle-Zélande de rugby à XV des moins de 19 ans championne du monde en 2007.

## La coupe du monde
Le Canada dispute quatre matchs dans la poule D.

### Matchs de poule
La poule D de la Coupe du monde de rugby à XV 2015 comprend cinq équipes dont les deux premières se qualifient pour les quarts de finale de la compétition. Conformément au tirage au sort effectué le 3 décembre 2012 à Londres, les équipes de France (Chapeau 1), d'Irlande (Chapeau 2), d'Italie (Chapeau 3), du Canada (Chapeau 4) et de Roumanie (Chapeau 5) composent ce groupe D.